# Gualberto Mojica
Pour les articles homonymes, voir Mojica.
Gualberto Olmos Mojica est un joueur de football bolivien né le 7 octobre 1984 à Santa Cruz de la Sierra. Après avoir été capitaine de l'équipe de Bolivie des moins de 23 ans, il est désormais international A.

## Palmarès
- Champion de Roumanie en 2008 avec le CFR 1907 Cluj
- Coupe de Roumanie en 2013 avec le FC Petrolul Ploiești